# Brachvögel
Die Brachvögel (Numenius) sind eine Gattung aus der Familie der Schnepfenvögel (Scolopacidae). Sie sind durch einen langen, schmalen, abwärts gebogenen Schnabel und ein einfarbig braunes Federkleid ohne größere jahreszeitliche Veränderungen charakterisiert. Die nahe verwandten Pfuhlschnepfen unterscheiden sich durch ihren geraden Schnabel.
Brachvögel ernähren sich hauptsächlich von Insekten, Würmern und anderen Wirbellosen, die sie mit ihrem langen Schnabel in sumpfigen Böden suchen, aber auch von Beeren. Ein für Brachvögel ungewöhnliches Nahrungsspektrum zeigt der sehr seltene Borstenbrachvogel. Er frisst auch Eidechsen, kleine Bodensäuger und Aas, außerdem auch die Eier von Seevögeln, die er gelegentlich sogar unter brütenden Vögeln wegpickt. Gewöhnlich brechen Borstenbrachvögel die Schale auf, indem sie die Eier auf den Boden fallen lassen. Borstenbrachvögel wurden aber auch schon dabei beobachtet, dass sie Steine auf die Eier fallen ließen. Auf ihren langen Wanderungen zeigen sie hohe Flexibilität bei der Ernährung, der Borstenbrachvogel wurde schon beim Plündern von Seevogelnestern beobachtet.

## Arten
- Rostbrachvogel oder Amerikanischer Brachvogel (N. americanus), brütet in den Prärien Nordamerikas und zieht im Winter an die West- und Südküste der USA, nach Mexiko und gelegentlich ins südliche Mittelamerika; noch ungefährdet, aber Bestände zurückgehend
- Großer Brachvogel (N. arquata), weit verbreitet in Europa und Asien, insgesamt wegen der großen und stabilen asiatischen Bestände ungefährdet, in Deutschland stark gefährdet
- Eskimobrachvogel (N. borealis), Brutvogel der kanadischen Tundra, zieht im Winter nach Südamerika, möglicherweise bereits ausgestorben. Letzter bestätigter Nachweis 1963 auf Barbados, seitdem immer wieder unbestätigte Beobachtungen. Die Art zählte bis ins 19. Jahrhundert zu den häufigsten Vögeln Nordamerikas, wurde aber durch starke Bejagung extrem dezimiert
- Hudsonbrachvogel (N. hudsonicus), mit zwei Unterarten in Alaska und NW-Kanada sowie im Hudson Bay Gebiet bis NO-Kanada
- Isabellbrachvogel (N. madagascariensis), Brutvogel in Ostsibirien und der Mongolei, zieht im Winter nach Südostasien und Australien, Bestände zurückgehend aber noch ungefährdet
- Zwergbrachvogel (N. minutus), Brutvogel in Sibirien, Winterzieher nach Nordaustralien, ungefährdet
- Regenbrachvogel (N. phaeopus), Brutvogel in den subarktischen Regionen Europas, Nordamerikas und Asiens, überwintert in Afrika, Südamerika und Südasien, ungefährdet
- Borstenbrachvogel (N. tahitiensis), Brutvogel in Westalaska, Winterzieher nach Ozeanien, stark gefährdet
- Dünnschnabel-Brachvogel (N. tenuirostris), Brutvogel in Sibirien, überwintert im Mittelmeerraum. Im 19. Jahrhundert eine sehr häufige Art, durch starke Bejagung und Zerstörung der Feuchtgebiete in den Überwinterungsgebieten extrem stark zurückgegangen und hochgradig vom Aussterben bedroht.

## Belege

### Einzelbelege
1. ↑   Sale, S. 211